# Noraströms landskommun
Noraströms landskommun var en tidigare kommun i Västernorrlands län. Kommunkod 1952–73 var 2214.

## Administrativ historik
Nora och Skogs landskommun bildades vid kommunreformen 1952 genom sammanläggning av de tidigare kommunerna Nora och Skog. Redan 18 dagar efter kommunens bildande, den 18 januari 1952, ändrades landskommunens namn enligt kungligt beslut till Noraströms landskommun.
År 1971 infördes enhetlig kommuntyp och Noraströms landskommun ombildades därmed, utan någon territoriell förändring, till Noraströms kommun. Tre år senare blev dock kommunen en del av Kramfors kommun.

### Kyrklig tillhörighet
I kyrkligt hänseende tillhörde kommunen Nora församling och Skogs församling. Dessa två församlingar gick samman 2006 att bilda Nora-Skogs församling.

## Kommunvapnet
Blasonering: I fält av silver en blå fläkt skata inom blå bård, belagd med insektsnymfer av guld.
Detta vapen fastställdes av Kungl. Maj:t den 15 januari 1965 och är baserat på Nora respektive Skogs socknars sigill. Se artikeln om Kramfors kommunvapen för mer information.

## Geografi
Noraströms landskommun omfattade den 1 januari 1952 en areal av 252,30 km², varav 231,10 km² land.

### Tätorter i kommunen 1960
| Tätort                | Folkmängd |
| --------------------- | --------- |
| Klockestrand, del ava | 450       |
| Nyadal                | 231       |

Tätortsgraden i kommunen var den 1 november 1960 21,9 procent.

## Politik

### Mandatfördelning i valen 1950-1970
| 2 | 14 | 13 | 4 | 2 |

| 31 |

| 2 | 14 | 12 | 3 | 4 |

| 31 |

| 2 | 12 | 14 | 3 | 4 |

| 32 |

| 3 | 13 | 12 | 4 | 3 |

| 32 |

| 3 | 12 | 13 | 3 |  | 3 |

| 31 |

| 2 | 13 | 15 | 2 |  | 2 |

| 30 | 5 |

### Fotnoter
1. ↑  Folkmängd 31. 12. 1971 enligt indelningen 1. 1. 1972 (SOS) Del, 1. Kommuner och församlingar, SCB, 1972, ISBN 978-91-38-00209-4, läs online.[källa från Wikidata]
2. ↑  Per Andersson: Sveriges kommunindelning 1863-1993, Draking, Mjölby 1993, ISBN 91-87784-05-X, s. 91
3. ↑  SCB Folkräkningen 1950 Arkiverad 29 oktober 2013 hämtat från the Wayback Machine. sida 110 anm. till Västernorrlands län not 7
4. ↑  ”Svenska Heraldiska Föreningens vapendatabas”. Arkiverad från originalet den 18 oktober 2012. https://web.archive.org/web/20121018011750/http://databas.heraldik.se/index.php. Läst 17 december 2010.
5. ↑   (PDF) Folkräkningen den 31 december 1950, I, Areal och folkmängd inom särskilda förvaltningsområden m.m., Tätorter. Stockholm: Statistiska centralbyrån. 1952-05-19. sid. 108. Arkiverad från originalet den 1 oktober 2014. https://www.webcitation.org/6T09ZkyrB?url=http://www.scb.se/Grupp/Hitta_statistik/Historisk_statistik/_Dokument/SOS/Folkrakningen_1950_1.pdf. Läst 9 oktober 2014 Arkiverad 29 oktober 2013 hämtat från the Wayback Machine.
6. ↑  SCB Folkräkningen 1960 del 2 Arkiverad 24 september 2015 hämtat från the Wayback Machine. sida 42 i pdf:en

- Se kartdata överlagrat på OSM (Kartdata)